# Cantón de La Roche-sur-Foron
El cantón de La Roche-sur-Foron (en francés canton de La Roche-sur-Foron) es una circunscripción electoral francesa del departamento de Alta Saboya, ubicado en la región de Auvernia-Ródano-Alpes.
Fue creado en 1860 como subdivisión administrativa. Al aplicarse el decreto n.º 2014-153 del 13 de febrero de 2014, los cantones pasaron a ser exclusivamente circunscripciones electorales y se produjo una redistribución comunal con cambios en los límites territoriales, que entró en vigor en el momento de la renovación general de asamblearios departamentales en marzo de 2015.
El cantón comprende 3 distritos y 27 comunas.

## Demografía
| 10 717 | 12 206 | 14 114 | 16 251 | 19 903 | 22 936 | 25 236 | 53 583 |
| Para los censos de 1962 a 1999 la población legal corresponde a la población sin duplicidades (Fuente: INSEE [Consultar]) |        |        |        |        |        |        |        |